# Aeroportul D. Casimiro Szlapelis
Aeroportul D. Casimiro Szlapelis (IATA: ARR, ICAO: SAVR) este un aeroport din Provincia Chubut, Argentina ce deservește zona Alto Río Senguer⁠(d). A fost numit după zona deservită.
Situat la o altitudine de 697 m, aeroportul dispune de o singură pistă.